# Eduardo García (calciatore 1945)
Eduardo García Vergara (Colonia del Sacramento, 8 marzo 1945 – Guayaquil, 26 febbraio 2016) è stato un calciatore uruguaiano naturalizzato ecuadoriano, di ruolo portiere.

## Carriera

### Club
García iniziò la carriera nel Peñarol, società con cui vince quattro campionati e la Coppa Libertadores 1966.
Nell'estate 1967 viene aggregato al Cerro, che era stato invitato a partecipare nelle vesti dei New York Skyliners all'unica edizione del campionato nordamericano dell'United Soccer Association, lega che poteva fregiarsi del titolo di campionato di Prima Divisione su riconoscimento della FIFA, nel 1967: quell'edizione della Lega fu disputata utilizzando squadre europee e sudamericane in rappresentanza di quelle della USA, che non avevano avuto tempo di riorganizzarsi dopo la scissione che aveva dato vita al campionato concorrente della National Professional Soccer League. Con gli Skyliners García non superò le qualificazioni per i play-off, chiudendo la stagione al quinto posto della Eastern Division.
Nel 1968 viene ingaggiato dagli ecuadoriani dell'Emelec, con cui ottiene il terzo posto nel Campeonato Nacional de Fútbol 1968.
Nella stagione 1970 torna in patria per giocare nel Nacional, con cui vince il suo quinto campionato uruguaiano. La stagione seguente passa al Bella Vista, con cui ottiene il quarto posto finale.
Nel 1972 García ritorna all'Emelec, società con cui vince due campionati ecuadoriani. Terminata la carriera agonistica diviene un dirigente e direttore tecnico del club di Guayaquil: inoltre divenne un imprenditore nel settore alimentare. Nel 2004 viene eletto dal giornale El Universo come miglior giocatore della storia dell'Emelec.

### Nazionale
Venne selezionato nella nazionale under-19 dell'Uruguay, per disputare il Campionato sudamericano di calcio Under-19 1964 in Colombia, che si concluse con l'affermazione dell'albiceleste.
García giocò un incontro con l'Uruguay e tre con l'Ecuador nelle qualificazioni al campionato mondiale di calcio 1978.

## Palmarès
- Campionato uruguaiano: 4

Peñarol: 1962, 1964, 1965, 1967
- Campionato ecuadoriano: 2

Emelec: 1972, 1979